# Assault on Precinct 13 (2005)
Assault on Precinct 13 är en fransk-amerikansk actionthrillerfilm från 2005 i regi av Jean-François Richet, från ett manus skrivet av James DeMonaco. Filmen är en nyinspelning av John Carpenters film Attack mot polisstation 13 (engelska: Assault on Precinct 13) från 1976, och har Ethan Hawke och Laurence Fishburne i huvudrollerna. Andra skådespelare som medverkar i filmen är bland annat John Leguizamo, Maria Bello, Ja Rule, Drea de Matteo, Brian Dennehy, och Gabriel Byrne.
Filmen hade amerikansk biopremiär av Rouge Pictures den 19 januari 2005, samt fransk biopremiär av Metropolitan Filmexport den 2 mars samma år. I Sverige släpptes filmen på DVD den 17 augusti 2005, detta av Nordisk Film.

## Rollista
- Ethan Hawke – Sergeant Jake Roenick
- Laurence Fishburne – Marion Bishop
- John Leguizamo – Beck
- Maria Bello – Dr. Alex Sabian
- Jeffrey "Ja Rule" Atkins – Smiley
- Drea de Matteo – Iris Ferry
- Matt Craven – Konstapel Kevin Capra
- Brian Dennehy – Konstapel Jasper O'Shea
- Gabriel Byrne –Kapten Marcus Duvall
- Kim Coates – Ställföreträdare Rosen
- Dorian Harewood – Ställföreträdare Gil
- Currie Graham – Löjtnant Mike Kahane
- Fulvio Cecere – Konstapel Ray Portnell
- Titus Welliver – Milos
- Hugh Dillon – Tony
- Aisha Hinds – Anna